# Mezinárodní den nenásilí

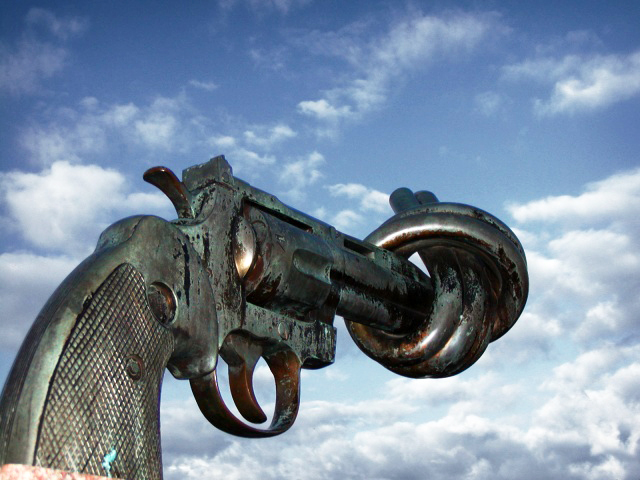
Socha Nenásilí od Carla Fredrika Reuterswärda ve švédském městě Malmö

Mezinárodní den nenásilí (anglicky International Day of Non-Violence, francouzsky Journée internationale de la non-violence, rusky Международный день ненасилия, arabsky اليوم الدولي للاعنف‎, španělsky Día Internacional de la No Violencia, čínsky 国际非暴力日) je významný den, který je připomínán po celém světě.[zdroj⁠?!] Připadá každoročně na 2. říjen, výročí narození Mahátmy Gándhího, jehož politika byla vedena zásadou ahinsá. Zavedení tohoto svátku schválilo Valné shromáždění OSN na svém zasedání 15. června 2007.